# Albrecht von Alvensleben
Albrecht von Alvensleben (Halberstadt, 1794 – Berlino, 1858) è stato un politico prussiano.
Fu delegato prussiano alla conferenza di Vienna (1834) e ministro delle finanze di Prussia dal 1835 al 1842.